# Mömbris
Mömbris è un comune tedesco di 12 243 abitanti, situato nel land della Baviera.